# KMT2C
 (mars 2019).
La lysine N-méthyltransférase 2C (KMT2C), également appelée mixed-lineage leukemia protein 3 (MLL3) est une enzyme codée chez l'homme par le gène KMT2C,.

## Fonction
Ce gène appartient à la famille des protéines MLL identifiées dans leucémies de lignée mixte myéloïde / lymphoïde et code une protéine nucléaire avec possédant domaine de liaison à l’ADN en crochet AT, un doigt de zinc de type DHHC, six domaines PHD, des domaines SET, post-SET et un doigt de zinc de type RING.  Cette protéine est un membre du complexe ASC-2 / NCOA6 (ASCOM), qui possède une activité de méthylation de lysine histone et est impliqué dans la coactivation de la transcription.  Des variants d'épissage de transcription alternatifs, codant différentes isoformes, ont été caractérisés.   
KMT2C méthyle les résidus Lysine 4 de l'histone H3. La méthylation H3K4 représente une marque épigénétique spécifique pour l'activation de la transcription. KMT2C est un composant central du complexe MLL2 / 3, complexe coactivateur de récepteurs nucléaires, impliqué dans la coactivation transcriptionnelle. KMT2C / MLL3 peut être une sous-unité catalytique de ce complexe. Elle peut être impliquée dans la leucémogenèse et les troubles du développement. 

## Interactions
Il a été démontré que MLL3 interagit avec NCOA6  et RBBP5 .